# Mamadou Traoré (Mörder)
Mamadou Traoré (geb. 11. Mai 1973), bekannt als le tueur aux mains nues (dt.: „Der Mörder mit bloßen Händen“), ist ein im Senegal geborener französischer Vergewaltiger und Mörder. Er hatte in der Zeit von April bis Oktober 1996 mindestens sechs Frauen vergewaltigt und zwei von ihnen getötet.

## Leben
Traoré wurde am 11. Mai 1973, in Joal-Fadiouth, Senegal, geboren. Er ist der Sohn von Sidiki Traoré, einem Bambara und Anna Faye, einer Frau aus dem Stamm der Serer. Sein Vater war nach Paris gezogen und arbeitete dort als Eisenbahnarbeiter. Seine Mutter hatte seit Mamadous Geburt Voodoo-Rituale an ihm praktiziert. Bei seiner Geburt wurde behauptet, er sei vor einer Totgeburt bewahrt worden, indem seine Mutter ihn mit Blut besprengte und ihn so zu einem „Kind der Geister“ („child of the spirits“) gemacht habe. Als er drei Jahre alt war, folgte er mit seiner Mutter und dem Bruder, Ousseynou dem Vater nach Frankreich. Mamadou verbrachte seine Kindheit in Paris, wo seine zwei Schwestern 1978 und 1980 geboren wurden. Seine Schulzeit verlief ziemlich gestört: Im Kindergarten in Choisy war er manchmal gewalttätig und aggressiv (er biss seine Lehrerin), manchmal aber auch sehr freundlich. In der Grundschule musste er seinen CP und dann seinen CE1 wiederholen. Als „unzulänglich und undiszipliniert“ („insufficient and undisciplined“) abgestempelt, wurde er am Ende der sechsten Klasse von der Schule verwiesen. 1986 trennten sich seine Eltern und Mamadou machte seinen Vater für die Scheidung verantwortlich, dem er vorwarf, das ganze Geld für das Haus ausgegeben zu haben. Daraufhin verließ er das familiäre Umfeld und wurde obdachlos. Seine Mutter lernte einen Msr. Yobo kennen, den Mamadou als Usurpator betrachtete. Bald darauf wurde Traoré in Straßenkriminalität verwickelt. Von März 1988 bis Juni 1989 verübte er mehrere gewalttätige Angriffe mit Messern. Schließlich stand er in ständigem Kontakt mit Jugendrichtern und Erziehern; er wurde daraufhin überwacht, entkam aber immer wieder seinen Überwachern.
Im Sommer 1989 nahm ihn seine Mutter mit in den Urlaub nach Senegal, wo er fünf Jahre blieb. Seine Onkel mütterlicherseits waren sehr streng, was seine Erziehung anging, und übten körperliche Züchtigung aus. Mamadou wurde schließlich Kanufischer und Fußballmeister und zog mit seiner Großmutter väterlicherseits nach Dakar. Er verkaufte mit einem Cousin Kleidung und hatte sogar vor, eine Ivorerin zu heiraten, bei der er sich jedoch mit HIV infizierte. 1994 kehrte er nach Frankreich zurück, um seinen Militärdienst abzuleisten. Währenddessen erfuhr er, dass er HIV-positiv war, und versuchte daraufhin, ein besseres Leben zu führen.
Am 12. März 1996 warf ihn seine Mutter, die mit ihrem neuen Lebensgefährten zwei Kinder (einen Jungen und ein Mädchen) hatte, aus dem Haus, weil er Haschisch rauchte. Daraufhin versuchte er, aus dem Fenster des 6. Stocks des Gebäudes zu springen.
Daraufhin wollte sich Mamadou Traoré an Frauen rächen. Er trieb sein Unwesen in Paris, vor allem im 12. und 13. Arrondissement, und schlug seine Opfer so heftig, dass sie sich nicht mehr an ihren Angreifer erinnerten, vorübergehend an Amnesie litten und zudem entstellt waren.
Er wurde am 17. Dezember 1996 gegen 22.00 Uhr verhaftet. Vor dieser Verhaftung war er 1996 insgesamt dreimal wegen früherer Vergehen verurteilt worden (im März wegen Drogenkonsums und -besitzes zu einer Geldstrafe von 5.000 Francs, im Juni zu einem Jahr Gefängnis auf Bewährung und 240 Stunden gemeinnütziger Arbeit wegen Raubes und schließlich am 17. September wegen des Angriffs auf mehrere Personen in einer Wäscherei im 13. Arrondissement, in der Nähe des Gymnasiums, an dem er zur Schule ging – der Besitzer der Wäscherei hatte angerufen und sich beschwert, dass sein Sohn von Mamadou Traoré angegriffen und mit einem Messer bedroht worden sei. Er wurde zu einer Geldstrafe verurteilt und unter richterliche Aufsicht gestellt, die er nicht respektierte, weshalb ein Haftbefehl gegen ihn ausgestellt wurde, der jedoch nichts bewirkte.)

## Verbrechen und Ermittlungen
Zwischen dem 23. April und 30. Oktober 1996 griff Mamadou Traoré sechs Frauen an, von denen zwei starben:
Am Morgen des 23. April wurde Danielle Baty, eine 35-jährige dreisprachige Sekretärin, gegen 2 Uhr morgens von Traoré vor der „Queen Bee“, einer Karaoke-Bar in der Nähe ihres Hauses, angegriffen. Er schlug sie zweimal, um ihr ihre Tasche zu stehlen, und schleppte sie dann in die Eingangshalle eines Gebäudes in der Nähe ihres Wohnorts. Dort schlug er sie mehrmals, bis sie das Bewusstsein verlor. Baty wurde gegen 7 Uhr morgens von einem Buchhändler halb entkleidet entdeckt. Sie brauchte etwa anderthalb Jahre, um sich zu erholen.
Am Morgen des 4. Juni wurde gegen 16 Uhr eine 11-Jährige von Mamadou Traoré geschlagen. Er wollte mitten in der Nacht ein Haus ausrauben und fand ein Fenster, das offen stand. Als er im Haus war, hörte er eine Stimme sagen: „Wer ist da?“. Verängstigt und in Panik verprügelte Traoré das kleine Mädchen, das ihm im Weg stand, und floh dann.
Am Morgen des 25. August gegen 17 Uhr ging die 45-jährige Nelly Bertrand mit ihrem Hund spazieren, bevor sie zur Arbeit am Bahnhof Austerlitz ging. Sie wurde von Traoré plötzlich angegriffen, der sie mehrmals schlug und sie in den Aufzug eines nahegelegenen Gebäudes und dann die Treppe hinunterzog, bis er die Eingangstür des obersten Stockwerks erreichte. Bertrand starb an den heftigen Schlägen, die Mamadou ihr zufügte. Sie wurde gegen 20 Uhr halbnackt von der Polizei entdeckt, die vom Wachmann des Nachbargebäudes alarmiert worden war. Bei der Untersuchung stellte sich heraus, dass sie sexuell missbraucht worden war.
Am Morgen des 22. Oktober gegen 16 Uhr wurde die 20-jährige Marie-Astrid Clair, eine Studentin der Sorbonne, von Traoré angegriffen, der sie verfolgt hatte, als sie den Türcode zu ihrer Wohnung wählte. Er schlug sie und schleppte sie dann in den Müllraum eines Nachbargebäudes, wo er sie vergewaltigte. Sie verließ das Krankenhaus erst drei Wochen später. Mamadou Traoré hatte sie zum Zeitpunkt der Vergewaltigung nicht mit HIV infiziert.
Am 25. Oktober brach Traoré mitten in der Nacht in die Wohnung der 75-jährigen Francine Sarret ein. Er ging ins Schlafzimmer, wo Francine in Panik aufwachte. Mamadou nahm ein Kissen und erstickte sie bis zur Bewusstlosigkeit, bevor er sie schlug und vergewaltigte. Sie starb später an ihren Verletzungen. Später erklärte er, er sei ein Gigolo und Sarret sei seine „Kundin“ gewesen, eine Behauptung, die der Sohn von Frau Sarret bestritt.
Am 30. Oktober um 22 Uhr wurde die 35-jährige Kabinettschefin von Minister Jean-Claude Gaudin, Laurence Eymieux, angegriffen. Traoré hatte sich im Keller einer Tiefgarage ihres Wohnhauses versteckt. Sie schrie, als sie ihm begegnete und ihr Auto parken wollte. In Panik schlug Traoré sie mehrmals, bevor er ging, aber seine Gewaltimpulse übermannten ihn und er kam zurück. Er zerrte Laurence 125 Meter weit zum abgesperrten Ausgang des Dienstbotentreppenhauses, wo er Eymieux weiter schlug und vergewaltigte. Sie wurde am folgenden Tag um 8 Uhr von einem Nachbarn und dem Wachmann gefunden. Gegen 20 Uhr am Tag des Verbrechens hatte Annie, eine Nachbarin, die gerade ihr Auto geparkt hatte, Mamadou angesprochen und ihn bereits einmal aus der Tiefgarage vertrieben. Ihre Aussage führte später zu seiner Verhaftung.

## Liste der bekannten Opfer
| Datum            | Ort                                                                | Name               | Alter | Beruf                                                                              |
| ---------------- | ------------------------------------------------------------------ | ------------------ | ----- | ---------------------------------------------------------------------------------- |
| 23. April 1996   | Ecke der Choise Avenue und Rue Philibert-Lucot, 13. Arrondissement | Danielle Baty      | 35    | Fremdsprachensekretärin                                                            |
| 4. Juni 1996     | 13. Arrondissement                                                 | undisclosed        | 11    | -                                                                                  |
| 25. August 1996  | Rue Caillaux, 13. Arrondissement                                   | Nelly Bertrand     | 40    | Hostess am Bahnhof Austerlitz                                                      |
| 22. Oktober 1996 | Rue d’Astorg, 8. Arrondissement                                    | Marie-Astrid Clair | 20    | Studentin                                                                          |
| 25. Oktober 1996 | Neuilly-sur-Seine                                                  | Francine Sarret    | 71    | Rentnerin                                                                          |
| 30. Oktober 1996 | 12. Arrondissement                                                 | Laurence Eymieux   | 35    | Chef de Cabinet beim Ministerium für Raumplanung, Stadtentwicklung und Integration |

## Prozess und Haft
Die sechs Opfer von Traoré wurden mit solcher Gewalt geschlagen, dass sie sich nicht mehr daran erinnern konnten, was ihnen zugestoßen war. Einige davon trugen bleibende Verletzungen davon, darunter Danielle Baty, die ihren Geruchs- und Geschmackssinn verloren hat. Aufgrund dieser extremen Gewaltanwendung vermuteten die Ermittler zunächst, er habe einen Schläger verwendet, während er in Wirklichkeit nur seine bloßen Hände benutzt hatte.
Am 7. Februar 2000 begann der Prozess gegen Mamadou Traoré vor dem Pariser Untersuchungsgericht (Cour d’assises). Philippe Bilger trat als Avocat Général auf, Philippe Lemaire als Anwalt des vierten Opfers, Marie-Astrid Clair, und François Honnorat fungierte als Traorés Verteidiger (défense). Am 15. Februar wurde er zu einer lebenslangen Haftstrafe mit einer obligatorischen Gefängnisstrafe von 22 Jahren verurteilt.
Es wurde gefordert, dass er, auch aufgrund seines gewalttätigen Verhaltens gegenüber Mithäftlingen und Gefängniswärtern nicht im Gefängnis, sondern in einer forensischen Psychiatrie eingesperrt werden sollte. Darüber hinaus behauptete Traoré, er sei für keines der Verbrechen verantwortlich, für die er verurteilt wurde – stattdessen behauptete er, seit seiner Kindheit verhext (marabouté) zu sein, die Voodoo-Praktiken und seine Mutter, die ihn als „Kind des Teufels“ brandmarkte, hätten ihn dazu gebracht. Der psychiatrische Experte Martel interpretierte „seinen unerschütterlichen Glauben an das Marabout“ als „einen wahnhaften Prozess“ („his unshakeable belief in maraboutage a delusional process“), während Dubec darin eher „eine Rationalisierung“ und „den Beginn einer psychischen Aufarbeitung“ („a rationalization and the beginning of a psychic work“) sah. Seiner Ansicht nach führten die Entdeckung, dass er HIV hatte, im Jahr 1995 und die Ablehnung durch seine Mutter im Jahr 1996 zu einem „verlagerten Muttermord“.

## Fernsehdokumentation
- Enter the Accused. von Christophe Hondelatte: „Mamadou Traoré, the bare-handed killer.“ bei France 2, in September 2009 und April 2011.

## Radio
- „Mamadou Traoré: the bare-handed killer.“ 9. Dezember 2015. In L’Heure du crime. von Jacques Pradel bei RTL.
- „Mamadou Traoré: the bare-handed killer.“ 16. Januar 2017. In: Hondelatte tells. von Christophe Hondelatte bei Europe 1.